# Resolutie 752 Veiligheidsraad Verenigde Naties
Resolutie 752 van de Veiligheidsraad van de Verenigde Naties werd op 15 mei 1992 unaniem aangenomen.

## Achtergrond
In 1980 overleed de Joegoslavische leider Tito, die decennialang de bindende kracht was geweest tussen de zes deelstaten van het land. Na zijn dood kende het nationalisme een sterke opmars, en in 1991 verklaarden verschillende deelstaten zich onafhankelijk. Zo ook Bosnië en Herzegovina, waar in 1992 een burgeroorlog uitbrak tussen de Bosniakken, Kroaten en Serviërs. Deze oorlog, waarbij etnische zuiveringen plaatsvonden, ging door totdat er eind 1995 met het Verdrag van Dayton vrede werd gesloten.

## Inhoud
De Veiligheidsraad:
- Bevestigt de resoluties 713, 721, 724, 727, 740, 743 en 749.
- Waardeert de rapporten van de secretaris-generaal.
- Is bezorgd om de verslechtering van de situatie in Joegoslavië en vooral in Bosnië en Herzegovina.
- Herinnert aan zijn verantwoordelijkheid voor de wereldvrede.
- Herinnert ook aan hoofdstuk VIII van het Handvest en de rol van de Europese Gemeenschap (EG).
- Overwoog de aankondiging over de terugtrekking van het Joegoslavisch Volksleger behalve uit Servië en Montenegro.
- Merkt de dringende nood aan hulpgoederen op.
- Betreurt het tragische incident op 4 mei waarbij een lid van de Europese Waarnemingsmissie omkwam.
- Is bezorgd om de veiligheid van VN-personeel.

1. Eist dat alle partijen in Bosnië en Herzegovina onmiddellijk stoppen met vechten.
2. Verwelkomt de inspanningen van de EG voor gesprekken over de grondwet.
3. Eist ook dat alle inmengingen van buitenaf, waaronder het Joegoslavische- en het Kroatische leger, ophouden.
4. Eist dat de eenheden van die legers zich terugtrekken of opgeheven worden.
5. Eist verder dat alle irreguliere strijdkrachten opgeheven worden.
6. Roept alle partijen op te zorgen dat de etnische zuiveringen stoppen.
7. Benadrukt de nood aan hulpgoederen.
8. Roept alle partijen op te zorgen dat deze veilig geleverd kunnen worden.
9. Vraagt de Secretaris-generaal op te volgen of de hulpprogramma's moeten worden beschermd en de luchthaven van Sarajevo te beveiligen.
10. Vraagt de secretaris-generaal ook de mogelijkheid van een vredesmissie op te volgen.
11. Eist dat alle partijen samenwerken met de VN-Beschermingsmacht en de Europese Waarnemingsmissie.
12. Merkt de vooruitgang in het inzetten van de Macht op.
13. Dringt aan op samenwerking met de Macht en het naleven van het VN-plan, vooral inzake de ontwapening van irreguliere troepen.
14. Besluit actief op de hoogte te blijven en verdere stappen te nemen om tot een vreedzame oplossing te komen.

## Verwante resoluties
- Resolutie 743 Veiligheidsraad Verenigde Naties
- Resolutie 749 Veiligheidsraad Verenigde Naties
- Resolutie 753 Veiligheidsraad Verenigde Naties
- Resolutie 754 Veiligheidsraad Verenigde Naties

Lijst ·  726 ·  727 ·  728 ·  729 ·  730 ·  731 ·  732 ·  733 ·  734 ·  735 ·  736 ·  737 ·  738 ·  739 ·  740 ·  741 ·  742 ·  743 ·  744 ·  745 ·  746 ·  747 ·  748 ·  749 ·  750 ·  751 ·  752 ·  753 ·  754 ·  755 ·  756 ·  757 ·  758 ·  759 ·  760 ·  761 ·  762 ·  763 ·  764 ·  765 ·  766 ·  767 ·  768 ·  769 ·  770 ·  771 ·  772 ·  773 ·  774 ·  775 ·  776 ·  777 ·  778 ·  779 ·  780 ·  781 ·  782 ·  783 ·  784 ·  785 ·  786 ·  787 ·  788 ·  789 ·  790 ·  791 ·  792 ·  793 ·  794 ·  795 ·  796 ·  797 ·  798 ·  799